# Citizen Weather Observer Program
Citizen Weather Observer Program (CWOP) je projekt, který umožňuje amatérským meteorologickým stanicím zasílat data přes internet do „mesonetu“ Spojených států amerických. Tato data jsou pak využita pro předpovědní model počasí Rapid Update Cycle (RUC) v USA. CWOP se původně účastnily pouze radioamatérské stanice připojené přes packet radio, ale v současné době je většina stanic připojena přes Internet.